# Du-reformen

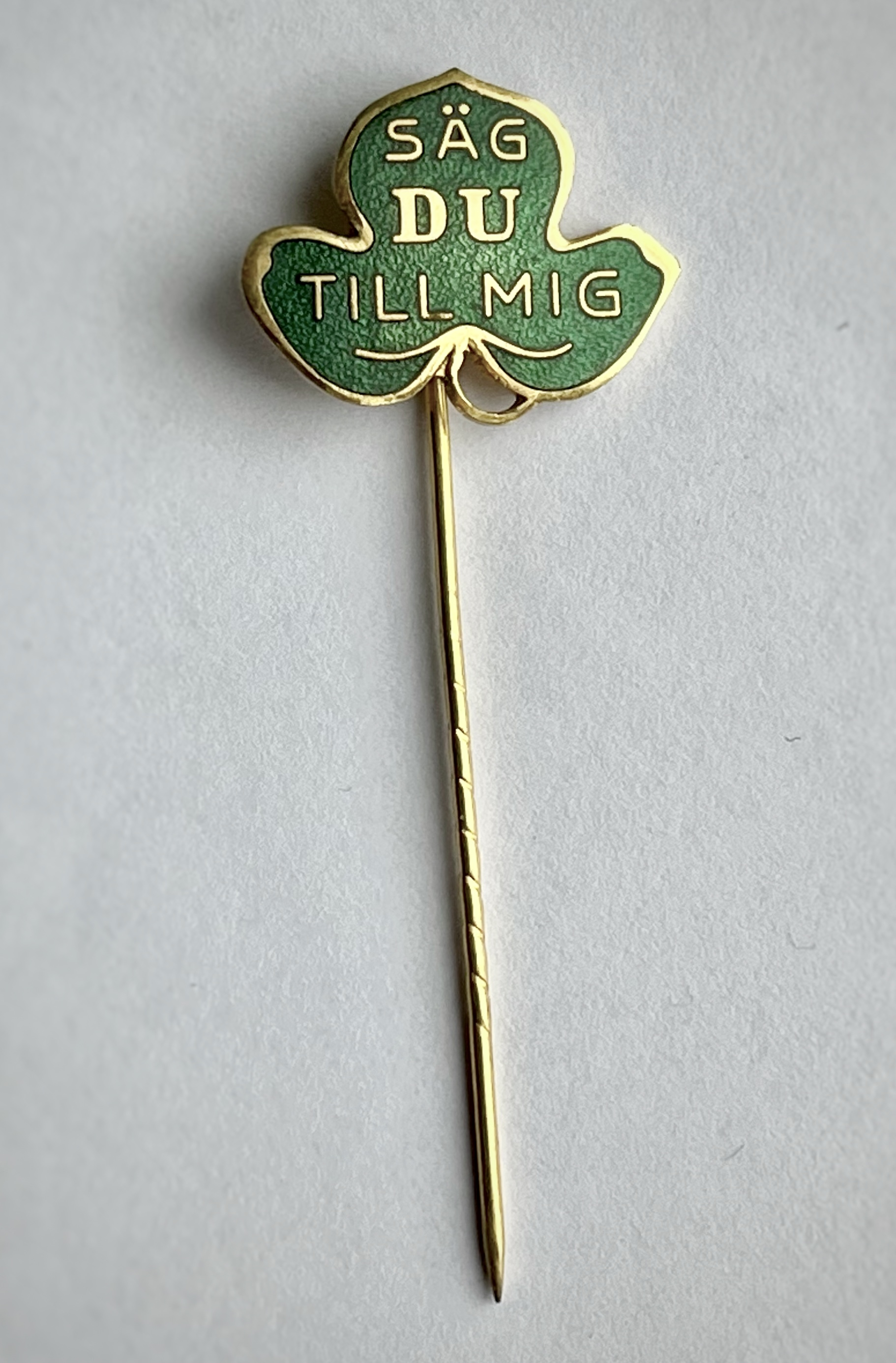
Säg du till mig! Rockslagsmärke propagerande för du-reformen.

Du-reformen var en förändring av språkbruket i Sverige under slutet av 1960-talet och början av 1970-talet, men förslag om du-reformer har förekommit vid flera tillfällen sedan 1800-talets slut. Du-reformen populariserade det personliga pronomenet andra person singularis du på bekostnad av tidigare vanligare former använda vid direkt tilltal, som tredje person singularis (han/hon), andra person pluralis (ni) och titlar (herr, fru, etc).

## Historia
Under 1800-talet användes tilltalet du enbart mellan makar, älskande par och mycket nära vänner. 
Inte ens familjemedlemmar kallade varandra för du, de använde i stället far, mor, bror, syster, farbror och så vidare. 
Privat tilltalades män med enbart efternamnet av (socialt jämbördiga) bekanta av samma kön, medan kvinnor tilltalades med enbart förnamnet av (socialt jämbördiga) bekanta av samma kön, men tilltalet du undveks utom mellan mycket nära förtroliga vänner.
En kvinna kunde tilltala en manlig bekant på samma sätt som hans manliga vänner, det vill säga med enbart efternamnet, enbart om hon var äldre än han; det var till exempel vanligt att svärmödrar tilltalade sina svärsöner med enbart efternamnet.
Personer med högre social status kunde använda enbart efternamnet eller förnamnet när de tilltalade en person med lägre social status, men inte heller då användes tilltalet du.   
Dessa regler varierade något mellan samhällsklasserna: inom borgerliga kretsar var ordet du till exempel accepterat mellan familjemedlemmar, medan det inte förekom inom adeln. Tilltalet började förändras i början av 1900-talet, då duandet blev allt vanligare hos arbetarklassen och bland ungdomar, men fortfarande var det otänkbart att dua främmande personer eller överordnade.

### Tidiga försök

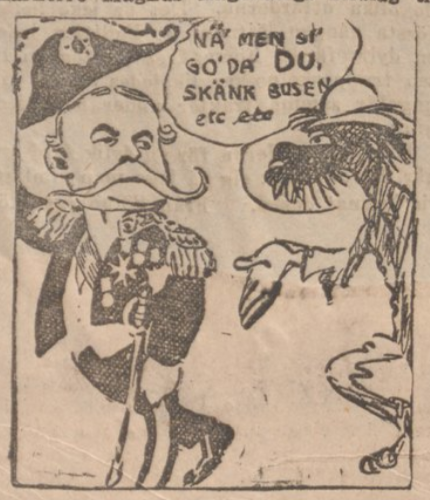
Skämtteckning från 1907 i Svenska Dagbladet över Magnus Lagerbergs förslag om en du-reform.

År 1907 fördes en debatt om en du-reform i svenska tidningar, bland annat i Svenska Dagbladet. En av debattörerna var den välkända museimannen och kammarherren Magnus Lagerberg som propagerade för en du-reform med syfte att tona ner hierarkierna i samhället. Han skrev bland annat att: ”det uti tilltalsordet Ni ligger omedvetet något visst föraktligt eller ringaktande /.../ När en öfverordnad till en underordnad använder ordet Ni, men den underordnade svarar med hr majoren, hr grosshandlaren, hr fabrikören, hr renhållningsöfveruppsyningsmannen eller med andra mer eller mindre klingande titlar, ligger i sakens natur, att den med Ni tilltalade måste just genom tilltalsordet förnimma sin underordnade ställning”. På den pedagogiskt experimentella friskolan Viggbyholmsskolan i Täby, var Du-reformen konsekvent genomförd mer eller mindre från starten 1928.
I början av 1930-talet förnyades debatten med nya krav på antingen en ni- eller en du-reform. Både sidorna ville stävja det ökade bruket av titlar. Liknande idéer ledde till "you"-föreningar i Amerika. Men utöver detta menade ofta du-förespråkarna att bruket av du även skulle ha en jämställande effekt i samhället. I en insändare från 1931 gick att läsa: "Du känns som en varm hjärtlig handtryckning, medan Ni är ett ord att hålla folk på avstånd med" År 1932 skapades efter amerikansk förebild en Ni-förening i Sverige och i ett inlägg i debatten från 1932 skrev språkvetaren Erik Wellander ett inlägg med en något annorlunda angreppsvinkel som samtidigt illustrerar vad debatten handlade om: "Ett bestämt anbefallande av tilltalsordet Ni även från underordnade till överordnade och från allmänheten till myndigheter /.../ är det enda som kan bryta de breda lagrens motvilja mot tilltalsordet Ni." Debatten fortsatte under 1930- och 40-talen. På 1950-talet hade det blivit allt vanligare att dua varandra hos den yngre generationen. År 1958 skrev Svenska Dagbladet att halva svenska folket redan var du med varandra och att även de folkvalda nu duade varandra.

### Bror Rexed och allmänt bruk

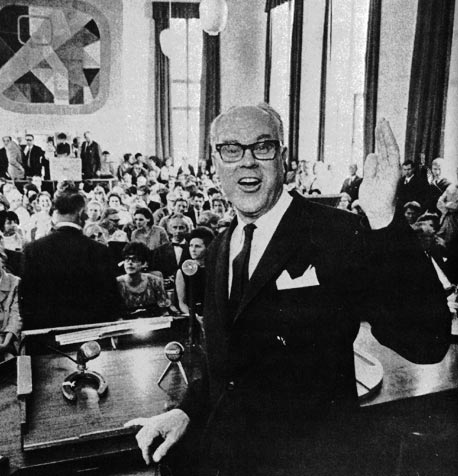
Bror Rexed: "Kalla mig Bror!"

Den som kanske mest har förknippats med du-reformen var dåvarande chefen för Medicinalstyrelsen, Bror Rexed, som, 3 juli 1967, i sitt välkomsttal till personalen meddelade, att han tänkte säga du till alla, vilket gav fart åt det nya bruket. Några år tidigare hade man ändrat språkbruk i Dagens Nyheter och förändringarna betraktades som en reform i demokratisk riktning. Även efter du-reformen fortsatte bruket av du respektive ni eller titel att variera mellan landsdelar och sociala sammanhang. 
Ett tag efter att du-reformen genomförts rådde osäkerhet om vilket tilltal som borde användas. Både du- och ni-tilltal undveks med hjälp av olika komplicerade krumbukter. Ett sätt var att böja verbet i passiv form ("Ska det provas skor?") och liknande.

## Dagens situation
Du används fortfarande inte i alla situationer. Ett exempel är svenska kungafamiljen, som åtminstone i massmedier brukar tilltalas med sina respektive titlar (ers majestät eller ers kungliga höghet, respektive kungen/drottningen eller kronprinsessan/prinsessan/prinsen). Sedan 1980-talet har det också blivit vanligt att butiks- och restaurangpersonal använder ni när de tilltalar sina kunder, detta trots att ni alltså inte ansågs hövligt i tidigare rikssvenskt språkbruk. Likadant är det med en del som tilltalar äldre med Ni eller damen/herrn. Det senare språkbruket med ett ökat niande har lett till fortsatt debatt om vilket språkbruk som faktiskt är artigt eller inte. I Sveriges riksdag, där debatten förs via talmannen, används alltid titlar (som "Herr"- eller "Fru talman") vid en debatt eller anförande i plenisalen.